# Ácido 4-aminobenzoico
O ácido 4-aminobenzóico (também conhecido como ácido para-aminobenzóico ou PABA) é um composto orgânico com fórmula molecular C7H7NO2. É caracterizado por tratar-se de um pó cristalino de cor branca ou branco-amarelado, inodoro, de sabor amargo e ligeiramente solúvel em água, porém altamente solúvel em álcool absoluto. A sua molécula consiste de um anel de benzeno ligado a um grupo amina e a um grupo carboxila.
É essencial para algumas bactérias e às vezes designado vitamina B10, no entanto como não é essencial para os seres humanos não é considerado uma vitamina.